# Caroline Brunet
Caroline Brunet (Quebec City, 20 marzo 1969) è una canoista canadese.
Ha partecipato a ben 5 edizioni delle Olimpiadi, a partire da Seoul 1988 fino ad Atene 2004, vincendo due argenti e un bronzo nel K1 500 m.
Ha vinto anche numerose medaglie ai mondiali.

## Palmarès
- Olimpiadi
  - Atlanta 1996: argento nel K1 500 m.
  - Sydney 2000: argento nel K1 500 m.
  - Atene 2004: bronzo nel K1 500 m.

- Mondiali
  - 1993: bronzo nel K1 500 m.
  - 1994: bronzo nel K4 200 m e nel K1 200 m.
  - 1995: oro nel K4 200 m e argento nel K1 200 m e nel K1 500 m.
  - 1997: oro nel K1 200 m, K1 500 m e K1 1000 m.
  - 1998: oro nel K1 200 m e nel K1 500 m e argento nel K1 1000 m.
  - 1999: oro nel K1 200 m, nel K1 500 m e nel K1 1000 m e argento nel K2 500 m.
  - 2002: argento nel K1 200 m e nel K1 500 m.
  - 2003: oro nel K1 200 m, argento nel K1 500 m e bronzo nel K2 1000 m.